# August-Thyssen-Stadion
Das August-Thyssen-Stadion war ein Fußballstadion im Stadtteil Bruckhausen der nordrhein-westfälischen Großstadt Duisburg. 

## Geschichte
1954 fusionierte der SV Hamborn 07 mit den Sportfreunden Hamborn zu Hamborn 07. Die seinerzeit in der damals zweitklassigen II. Division West spielende Mannschaft verließ daraufhin ihren bislang genutzten Sportplatz an der Buschstraße, da dieser für den Verein zu klein wurde. Am 1. August 1954 eröffnete der Verein das neu errichtete August-Thyssen-Stadion im Stadtteil Bruckhausen. Das neu errichtete Stadion befand sich in der Nähe der August Thyssen-Hütte und des Bergwerks Gewerkschaft Deutscher Kaiser. Namensgeber des Stadions war der Unternehmer August Thyssen.
Das August-Thyssen-Stadion hatte eine Kapazität von 25.000 Plätzen, darunter eine unbekannte Anzahl von nicht überdachten Sitzplätzen. Gleich in der ersten Saison im neuen Stadion stiegen die Hamborner „Löwen“ in die seinerzeit erstklassige Oberliga West auf. Insgesamt spielte Hamborn 07 in den Spielzeiten 1955/56, 1957/58 sowie von 1959 bis 1963 erstklassig. Ab 1963 gehörten die Hamborner „Löwen“ der zweitklassigen Regionalliga West an. Der Zuschauerrekord wurde am 31. Oktober 1965 aufgestellt, als Hamborn 07 zum Regionalligaspiel gegen Fortuna Düsseldorf 25.000 Zuschauer begrüßen konnte. Am 2. Oktober 1966 wurde das Endspiel der Deutschen Meisterschaft im Feldhandball im August-Thyssen-Stadion ausgetragen. Vor 22.000 Zuschauern besiegte der TV Oppum aus Krefeld den Hamburger SV mit 19:12 Toren.
Ende der 1960er Jahre musste Hamborn 07 das Stadion aufgeben, da die Thyssen AG das Stadiongelände für ein Bildungszentrum sowie einen Parkplatz benötigte. Laut der Website des Vereins verließ Hamborn 07 im Jahre 1969 das August-Thyssen-Stadion. Laut des Fußballhistorikers Werner Skrentny spielten die Hamborner „Löwen“ am 6. Dezember 1970 ein letztes Mal im August-Thyssen-Stadion und besiegten Preußen Münster mit 3:1. Hamborn 07 spielte fortan im Schwelgernstadion weiter.